# Приозёрное (Сахалинская область)
Приозёрное — село в Углегорском муниципальном районе Сахалинской области России. Входит в состав Углегорского городского поселения.

## География
Село находится на берегу реки Таймыр, на расстоянии 20 км от города Углегорск, административного центра округа.

## История
Посёлок Приозёрный образован в 1962 году. Постановлением Администрации Сахалинской области от 26 апреля 2004 посёлок Приозёрный преобразован в село Приозёрное.

## Население
| 2002 | 2010 | 2021 |
| ---- | ---- | ---- |
| 0    | →0   | →0   |